# Faille de Laguna Salada

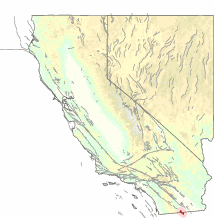
Une carte du United States Geological Survey montrant la faille de Laguna Salada en rouge

La faille de Laguna Salada est une faille géologique entre les États-Unis et le Mexique. Environ 64 à 80 km de long, il chevauche la frontière du comté d'impérial en Californie et Basse-California,.

## Description
La faille de Laguna Salada est une continuation méridionale probable de la zone de faille d'Elsinore dans le sud de la Californie . Ces failles sont considérées comme des cohortes secondaires de la faille de San Andreas et, à ce titre, partagent une partie du mouvement de décrochement entre la plaque nord-américaine et la plaque du Pacifique.

## Principaux séismes du système de failles de Laguna Salada

### Séisme de 1892
Selon certains sismologues, le tremblement de terre de Laguna Salada en 1892 fait partie des plus grands tremblements de terre de Californie et de Basse-Californie de l'époque historique. Il s'est produit le 23 février 1892 et était centré près de Laguna Salada en Basse Californie. 
La faille de Laguna Salada montre un mouvement combiné normal (vers le sud-ouest) et dextre (latéral droit). Avant 2010, il montrait des preuves de déplacements récents (probablement historiques) avec un 22 km de la zone de failles superficielles, et de déplacement vertical de 3 à 4 m. Ceci est interprété comme étant associé au tremblement de terre de 1892.  
Un rapport du Los Angeles Times du lendemain indiquait qu'aucun dommage n'avait été constaté à Los Angeles, mais précisait également que de violents chocs avaient été ressentis à San Diego. Les murs de maçonnerie ont été fissurés dans plusieurs bâtiments, ainsi que dans les communautés périphériques d'Otay et de Jamul. À la station d'étape abandonnée de Carrizo Creek, dans ce qui est maintenant le parc d'état du désert d'Anza-Borrego dans l'est du comté de San Diego, la maçonnerie mal construite a été endommagée et tous les bâtiments d'adobe ont été détruits,. Il y a eu des chutes de pierres à Bratton Valley, Tierra Blanca Canyon, Storm Canyon et Whale Peak et des glissements de terrain à Dulzura Canyon et Devil's Canyon. 

### Séisme de 2010

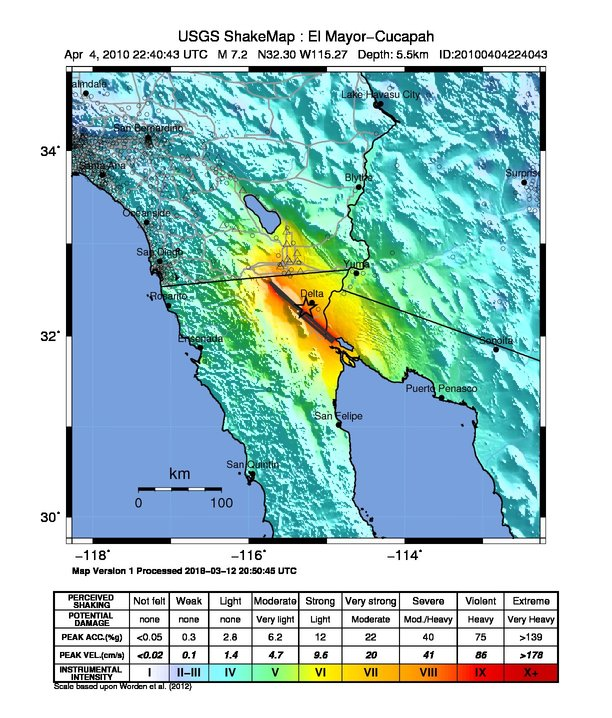
Carte de secousse USGS pour le choc principal

Il est possible que la faille de Laguna Salada soit à l'origine du tremblement de terre de 2010 en Basse-Californie,. Auparavant, la faille n'avait pas produit de séisme majeur depuis plus de 100 ans (1892),. 
Par la distribution des répliques et en utilisant l'interférométrie radar, la principale rupture de choc s'est produite sur une faille jusqu'alors non cartographiée dans les montagnes de Cucapa et sous le delta du fleuve Colorado. Cette ligne de faille a été nommée la faille d'Indiviso, d'après la ville voisine d'El Indiviso. Une zone de liquéfaction délimitée par la faille Cerro Prieto et la faille Laguna Salada a été observée.  